# 小蔓黄菀
小蔓黄菀（学名：Senecio crataegifolius）为菊科黄菀属下的一个种。

## 扩展阅读
- 維基物種上的相關：小蔓黄菀